# Скобликова Лідія Павлівна
Лідія Павлівна Скобликова  (рос. Лидия Павловна Скобликова, 8 березня 1939) — найтитулованіша радянська ковзанярка, шестиразова олімпійська чемпіонка, дворазова чемпіонка світу в класичному багатоборстві (1963, 1964).

## Спортивна кар'єра
Ковзанярським спортом Скобликова зайнялася в 15 років. В 1958 році ввійшла до складу збірної СРСР.
Виступаючи вперше на чемпіонаті світу в класичному багатоборстві в 1959 році зайняла 3 загальне місце.
На наступному чемпіонаті світу 1960 року зайняла знову загальне 3 місце, вигравши при цьому забіги на 500 і 3000 м.
На Олімпійських іграх 1960, на яких вперше в історії Олімпіад відбулися змагання з ковзанярського спорту серед жінок, Скобликова виграла дві золотих нагороди на улюблених дистанціях 1500 і 3000 м, при цьому на дистанції 1500 м першою серед учасників Олімпіади 1960 встановила світовий рекорд.
На чемпіонаті світу 1961 року Скобликова в загальному заліку знову була третьою, а в 1962 — вже другою.
На чемпіонаті світу 1963 року, що проходив в Японії, Скобликова вперше стала абсолютною чемпіонкою світу в класичному багатоборстві, вигравши забіги на чотирьох дистанціях і встановивши світовий рекорд на дистанції 1000 м.
На Олімпійських іграх 1964 Скобликова встановила унікальне досягнення для ковзанярів, вигравши чотири золотих олімпійських медалі, при цьому встановивши на трьох дистанціях олімпійські рекорди.
Через неділю після завершення Олімпійських ігор на чемпіонаті світу 1964 року в Швеції Скобликова вдруге стала абсолютною чемпіонкою світу, вигравши на чотирьох дистанціях. За кількістю чемпіонських титулів в класичному багатоборстві кілька ковзанярок перевершили Скоблікову, але жодній з них станом на 2020 рік не вдалося стати дворазовою абсолютною чемпіонкою.
Через народження в 1965 році сина Скобликова пропустила два сезона. Повернувшись у 1967 році, вона на чемпіонаті світу зайняла лише четверте місце. На Олімпійських іграх 1968 виступила на двох дистанціях і не потрапила в призери. На чемпіонаті світу 1968 року зайняла сьоме місце і завершила виступи.

### Виступи на Олімпіадах
| Олімпіада       | Дисципліна | Місце |
| --------------- | ---------- | ----- |
| Скво-Веллі 1960 | 1000 м     | 4     |
| Скво-Веллі 1960 | 1500 м     | 1     |
| Скво-Веллі 1960 | 3000 м     | 1     |
| Інсбрук 1964    | 500 м      | 1     |
| Інсбрук 1964    | 1000 м     | 1     |
| Інсбрук 1964    | 1500 м     | 1     |
| Інсбрук 1964    | 3000 м     | 1     |
| Гренобль 1968   | 1500 м     | 11    |
| Гренобль 1968   | 3000 м     | 6     |

### Світові рекорди
За час спортивної кар'єри Скобликова встановила три світових рекорда.
| забіг  | дата           | час    | місце      |
| ------ | -------------- | ------ | ---------- |
| 1500 м | 21 лютого 1960 | 2:25,2 | Скво-Веллі |
| 1000 м | 22 лютого 1963 | 1:31,8 | Каруїдзава |
| 3000 м | 15 січня 1967  | 2:05,3 | Осло       |